# Słowieński
Słowieński (Słowiński, Jelita odmienne IX) – polski herb szlachecki, odmiana herbu Jelita, z nobilitacji.

## Opis herbu
Opis zgodnie z klasycznymi regułami blazonowania:
W polu czerwonym trzy kopie w gwiazdę złote - dwie w krzyż skośny i trzecia na opak, na nich.
Klejnot - dwa skrzydła orle barwy nieznanej, pomiędzy którymi krzyż kawalerski czerwony.
Labry czerwone, podbite złotem.

## Najwcześniejsze wzmianki
Nadany 12 stycznia 1591 Wojciechowi Słowieńskiemu (vel Słowińskiemu). Herb powstał w wyniku adopcji do herbu Jelita, którego udzielił Jan Zamoyski. Słowieński miał przed nobilitacją nosić nazwisko Wnuk.

## Herbowni
Słowieński - Słowiński.